# 恩主公醫院
行天宮醫療志業醫療財團法人恩主公醫院，一般稱為恩主公醫院（英語：En Chu Kong Hospital），是位於台灣新北市三峽區的一所區域教學醫院，為台北市行天宮所設立的醫療組織。
所謂「恩主公」，即關公。

## 沿革
1990年10月，財團法人台北行天宮的董事會決議於三峽興建醫院，最初命名為恩主醫院。原本選定將醫院設立於海山一坑煤礦舊址，但後來於交通較方便的三鶯交流道出口附近另購入土地建設醫院。
1994年11月舉行開工典禮，1995年3月將醫院更名為現名「恩主公醫院」。
1997年9月復興醫療大樓與院區竣工，1998年3月3日正式開幕。
1990年，陳榮基醫師開始帶領台大醫院的70多名同仁加入恩主公醫院的籌建，為最初的醫療人力，並由陳榮基醫師擔任創院院長。
恩主公醫院成立5個月過後，升格為「地區教學醫院」，並於1999年7月再升格為「區域教學醫院」，為三峽最大規模的醫院。

## 院內及周邊設施

### 復興醫療大樓
1998年3月3日啟用，位於新北市三峽區復興路399號，共21層，地上17層、地下4層的建築。

### 中山醫療大樓
2014年9月22日啟用，位於新北市三峽區中山路198號，共7層，地上5層、地下2層的建築。

### 新門診大樓
2020年5月啟用，位於新北市三峽區中山路252號，共9層，地上6層、地下3層的建築。

### 恩主公健康學苑
2019年6月承租國立臺北大學宿舍曉日樓地下室，位於新北市三峽區大學路151號(臺北大學宿舍曉日樓B1)，推行社區照護。

### 橫溪恩主公護理之家
2016年9月啟用，位於新北市三峽區成福路6巷30號（海山一坑煤礦舊址），負責長期照顧業務。

## 歷任院長
| 任次 | 姓名        | 任職期間      |
| ---- | ----------- | ------------- |
| 1    | 陳榮基 院長 | 1997年~2003年 |
| 2    | 李宏生 院長 | 2003年~2004年 |
| 3    | 陳献宗 院長 | 2004年~2008年 |
| 4    | 王良順 院長 | 2008年~2011年 |
| 5    | 謝銘勳 院長 | 2011年~2016年 |
| 6    | 吳志雄 院長 | 2016年~2022年 |
| 7    | 黃信彰 院長 | 2022年~現任   |

## 外部連結
- 行天宮醫療志業醫療財團法人恩主公醫院官方網站 （页面存档备份，存于）
- 恩主公醫院的Facebook專頁 （页面存档备份，存于）
- YouTube上的恩主公醫院頻道